# Kazinform
Kazinform (kaz. ҚазАқпарат, ros. Казинформ) – kazachska państwowa agencja prasowa. Publikuje artykuły w pięciu językach: kazachskim, rosyjskim, angielskim, arabskim i chińskim.

## Historia
Pierwsza kazachska agencja prasowa powstała w 1920 roku jako orenbursko-turgajski oddział Rosyjskiej Agencji Telegraficznej. W 1925 roku przemianowano ją na KazROST. W 1937 roku trafiła pod zarząd Rady Ministrów Kazachskiej SRR zmieniając nazwę na KazTAG. W 1997 roku, po odzyskaniu niepodległości przez Kazachstan, agencja zmieniła nazwę na KazAAG, w 2002 roku w ramach KazAAG utworzono spółkę akcyjną Kazinform. W 2008 roku Kazinform wszedł w skład Krajowego Holdingu Informacyjnego „Arna Media”, a w 2013 roku zyskał status Międzynarodowej Agencji Informacyjnej.